# Hristo Bonev
Pour les articles homonymes, voir Bonev.
Hristo Bonev, né le 3 février 1947 à Plovdiv,  est ancien un footballeur international bulgare évoluant au poste d'attaquant. Il a participé aux coupes du monde en 1970 et en 1974.  En club, il évolua principalement au Lokomotiv Plovdiv. À la fin de sa carrière de joueur, il entraina des clubs en Grèce, à Chypre et en Bulgarie. Il sera sélectionneur de l'équipe nationale de Bulgarie qui a disputé la coupe du monde en 1998.
Il détient avec Dimitar Berbatov le record du nombre de buts de l'histoire de la Bulgarie avec 48 réalisations.

## Carrière
- 1959-1967 : Lokomotiv Plovdiv  Bulgarie
- 1967-1968 : FK CSKA Sofia  Bulgarie
- 1968-1979 : Lokomotiv Plovdiv  Bulgarie
- 1979-1981 : AEK Athènes  Grèce
- 1982-1984 : Lokomotiv Plovdiv  Bulgarie

## Palmarès
- 96 sélections et 48 buts avec l'équipe de Bulgarie entre 1967 et 1979.